# 次生碳酸鈣

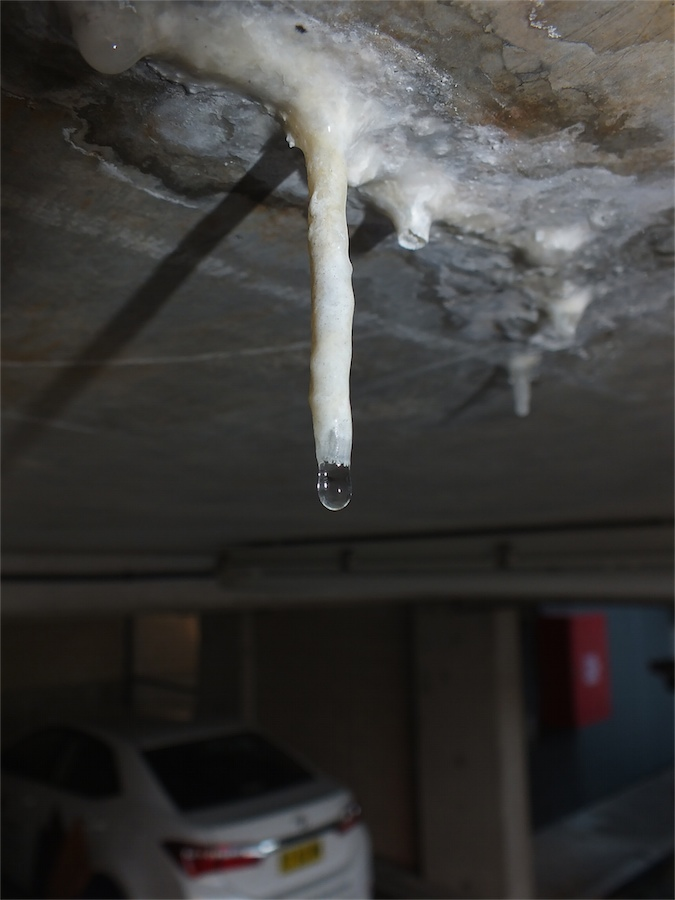
從地下停車場的混凝土天花板上長出的次生碳酸鈣鐘乳石

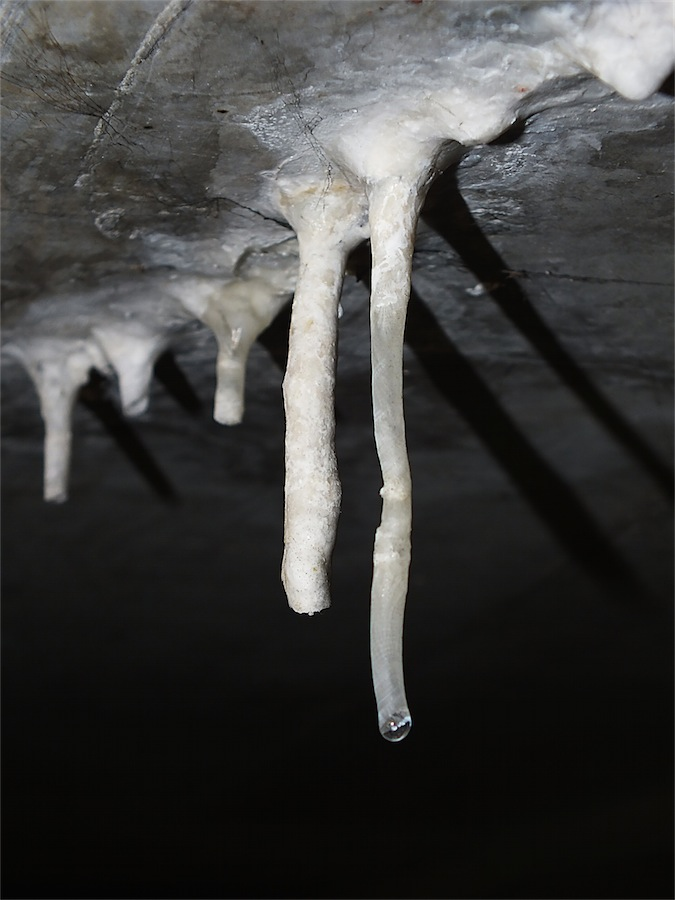
次生碳酸鈣（右側）在其生長期間由於風吹的方向而彎曲

次生碳酸鈣（英語：Calthemite）是一種碳酸鈣沉積物，來自於混凝土、石灰、砂漿或洞穴環境外的其他鈣質材料。 次生碳酸鈣生長在人造結構之上，形狀如同洞穴沉積物，例如鐘乳石、石筍、流石等 。 地質名詞“speleothem” ， 由於其定義是指洞穴中的次生碳酸鈣沉積物，不包括洞穴環境外的次生沉積物。

## 形成
次生碳酸鈣的鐘乳石可以在混凝土結構和襯有混凝土的“人造洞穴”（例如礦山和隧道）上形成，其形成速度快於石灰石、大理石或白雲石的洞穴 ， 這是因為大多數次生碳酸鈣是由化學反應產生的，這與正常的洞穴沉積物不同。
次生碳酸鈣通常是由高鹼性溶液 (pH 9–14) ，在滲入有石灰質的人工結構后，流出結構后與大氣中的二氧化碳接觸，結果沉積碳酸鈣成為次生礦床。CO2是反應物。 這與洞穴沉積物形成的化學反應相反：CO2在次生碳酸鈣是反應物（擴散到溶液中），但CO2在洞穴沉積物是產物（從溶液中脫氣。大部分次生碳酸鈣通常是方解石，但洞穴沉積物的碳酸鈣能形成不太穩定的文石和球霰石等多晶型礦物。
次生碳酸鈣主要呈白色，但由於氧化鐵（來自生鏽的鋼筋）的一起沉積，呈紅色、橙色或黃色。 銅管中的氧化銅可能導致次生碳酸鈣呈綠色或藍色。  次生碳酸鈣也可能含有石膏等礦物質 。
在人造礦坑和隧道中的次生碳酸鈣，有時來自礦坑璧和隧道璧的天然石灰石、白雲石或其他石灰質岩石， 在這種情況下，其化學成分與洞穴沉積物的化學成分相同。

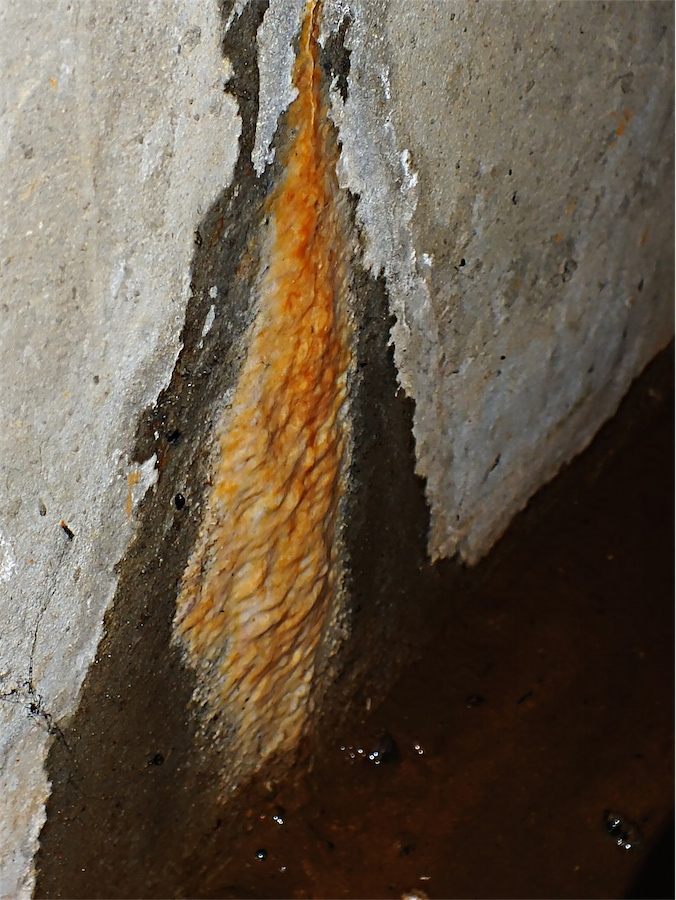
氧化鐵（來自生鏽的鋼筋）與碳酸鈣 一起沉積呈橙色的次生碳酸鈣 流石

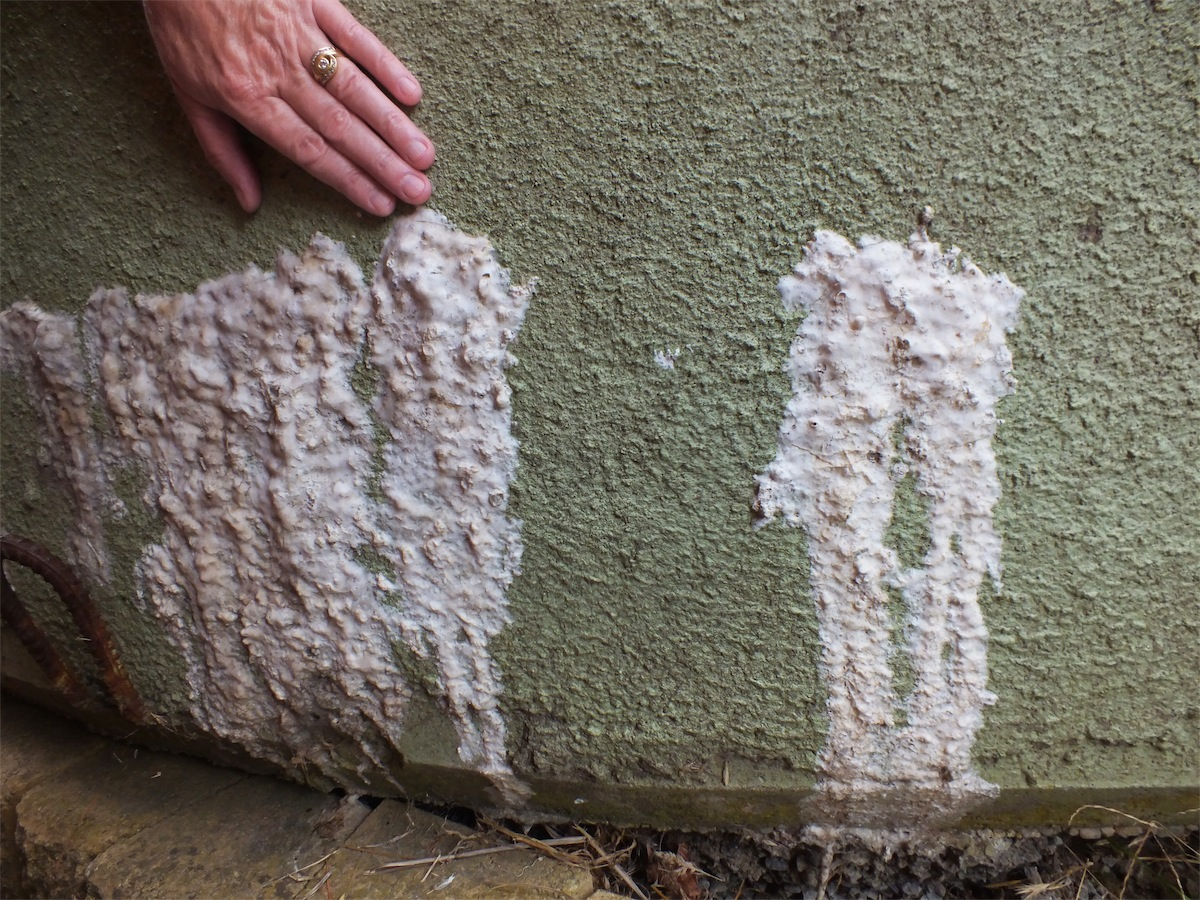
混凝土水箱外的次生碳酸鈣流石